# Pinós
Pinós település Spanyolországban, Lleida tartományban. Pinós Riner, Cardona, Sant Mateu de Bages, La Molsosa, Calonge de Segarra, Torà, Llobera és Navàs községekkel határos. Lakosainak száma 277 fő (2024).

## Népesség
A település népessége az utóbbi években az alábbiak szerint változott:
| Lakosok száma | 344  | 903  | 873  | 775  | 393  | 311  | 308  | 302  | 287  | 277  |
|               | 1717 | 1887 | 1936 | 1960 | 1986 | 2004 | 2009 | 2014 | 2019 | 2024 |